# Теория Купмана — фон Неймана
Теорией Ку́пмана — фон Не́ймана (KvN-теорией) в математической физике называется оригинальная переформулировка классической статистической механики, созданная американскими математиками Джоном фон Нейманом и Бернардом Купманом. Формализм механики Купмана — фон Неймана максимально приближен к формализму нерелятивистской квантовой механики: состояние динамической системы в ней описывается при помощи классической волновой функции, являющейся аналогом квантовомеханической волновой функции, классическое уравнение Лиувилля приобретает математическую структуру уравнения Шрёдингера и т. д.
Идеологически KvN-теория диаметрально противоположна представлению Вигнера, в котором сходная идея унификации математического аппарата классической статистической и квантовой физики достигается, наоборот, путём преобразования волновой функции, которая появляется в уравнении Шрёдингера, в функцию Вигнера, определённую в классическом фазовом пространстве. Знаменательно, что обе эти теории были созданы практически одновременно — в 1931—1932 годах.

## История создания
Истоки KvN-теории тесно вплетены в историю возникновения эргодической теории как самостоятельного раздела математики. К началу 1931 года серьёзной проблемой теоретической физики оставалось отсутствие приемлемого математического обоснования эргодической гипотезы, сформулированной Л. Больцманом ещё в 1887 году. Это, в частности, мешало последовательно вывести законы термодинамики газов, взяв за исходный пункт микроскопическую картину движения большого ансамбля молекул, происходящего в соответствии с законам ньютоновской механики.
Прямой предпосылкой к решению проблемы может считаться работа 1930 года американского математика Маршалла Стоуна по спектральной теории однопараметрических групп унитарных операторов. Уже в следующем году была опубликована ключевая работа Купмана, который заметил, что фазовое пространство классической системы, эволюционирующей в соответствии со стандартными законами классической механики, может быть преобразовано в гильбертово пространство путём постулирования естественного правила интегрирования по точкам фазового пространства в качестве определения скалярного произведения. Замечательно, что эволюция физических переменных при этом начинает описываться унитарными операторами, образующими однопараметрическую группу, для которой справедливы результаты Стоуна.
Такое операторное представление классической механики было в то время совершенно новой идеей; оно побудило фон Неймана, одного из основателей квантовой механики и ведущего эксперта в теории операторов, попробовать применить теоретико-операторный подход к решению эргодической проблемы. Опираясь на результаты Купмана и А. Вейля, он завершил создание операторного формализма классической механики, ныне известного как теория Купмана — фон Неймана, и уже в 1932 году опубликовал серию работ, которые стали основополагающими для современной эргодической теории (в данных работах была, в частности, доказана знаменитая статистическая эргодическая теорема). Любопытно, что в этом же году фон Нейман опубликовал также книгу «Mathematical Foundations of Quantum Mechanics», содержавшую первое полное, строгое и систематическое изложение квантовой механики на современном языке гильбертовых пространств.

## Основные положения и свойства
Отправной точкой KvN-теории является введение гильбертова пространства комплекснозначных и квадратично
интегрируемых функций {\displaystyle \Psi (t,p,q)} координат {\displaystyle q} и импульсов {\displaystyle p}, оснащённого следующим скалярным произведением:
| {\displaystyle \langle \Psi _{1}(t)\|\Psi _{2}(t)\rangle =\int \limits _{p}\int \limits _{q}\Psi _{1}^{*}(t,p,q)\Psi _{2}(t,p,q)\,dq\,dp,} | (1) |
где звёздочка означает комплексное сопряжение (для достижения наиболее наглядной аналогии с квантовой механикой здесь и далее для обозначения элементов гильбертова пространства будет применяться алгебраический формализм Дирака). Квадрат модуля таких функций постулируется равным классической плотности вероятности {\displaystyle \rho (p,q,t)} нахождения частицы в заданной точке {\displaystyle (p,q)} фазового пространства в момент времени {\displaystyle t}:
| {\displaystyle \rho (t,p,q)=\|\Psi (t,p,q)\|^{2}.} | (2) |
Из данного постулата и определения (1) помимо условия нормировки {\displaystyle \langle \Psi (t)|\Psi (t)\rangle =1} следует, что среднее значение {\displaystyle \langle X\rangle } произвольной физической величины {\displaystyle X}, заданной действительной функцией {\displaystyle X(p,q)} может быть найдено по формуле
| {\displaystyle \langle X\rangle (t)=\langle \Psi (t)\|{\hat {X}}\Psi (t)\rangle =\langle \Psi (t){\hat {X}}\|\Psi (t)\rangle =\langle \Psi (t)\|{\hat {X}}\|\Psi (t)\rangle ,} | (3) |
которая формально совпадает с аналогичным выражением Шрёдингеровской квантовой механики (смысл крышечки над {\displaystyle X} будет раскрыт ниже). Это делает правомерным присвоить функции {\displaystyle \Psi (t,p,q)} название классической волновой функции.
Центральным утверждением теории является постулат о том, что закон эволюции классической волновой функции по форме должен в точности совпадать с уравнением Лиувилля {\displaystyle i{\frac {\partial }{\partial t}}\rho ={\hat {L}}\rho } для классического распределения плотности вероятности {\displaystyle \rho (t,p,q)} в фазовом пространстве:
| {\displaystyle i{\frac {\partial }{\partial t}}\|\Psi \rangle ={\hat {L}}\|\Psi \rangle ,} | (4) |
где
| {\displaystyle {\hat {L}}=-iH_{p}(x,p){\frac {\partial }{\partial x}}+iH_{x}(x,p){\frac {\partial }{\partial p}}} | (5) |
есть классический оператор Лиувилля. Из данного постулата с учетом свойств (2) и (3) классической волновой функции можно получить для неё наиболее общее выражение:
| {\displaystyle \Psi (t,p,q)={\sqrt {\rho (t,p,q)}}e^{i\phi (t,p,q)},} | (6) |
в котором фаза {\displaystyle \phi (t,p,q)} является произвольной действительной функцией своих аргументов.
Важной особенностью теории Купмана — фон Неймана является то, что выражения (5) и (6) являются лишь одним из множества возможных эквивалентных представлений динамических уравнений. Наиболее общая современная форма генератора движения (5) имеет следующий вид:
| {\displaystyle {\hat {L}}=-H_{p}({\hat {x}},{\hat {p}}){\hat {\lambda }}_{x}+H_{x}({\hat {x}},{\hat {p}}){\hat {\lambda }}_{p},} | (7) |
где {\displaystyle {\hat {x}},{\hat {p}},{\hat {\lambda }}_{x},{\hat {\lambda }}_{p}} являются самосопряжёнными операторами, удовлетворяющими следующим коммутационным соотношениям:
| {\displaystyle [{\hat {x}},{\hat {\lambda }}_{x}]=i;\quad [{\hat {p}},{\hat {\lambda }}_{p}]=i;\quad [{\hat {p}},{\hat {x}}]=[{\hat {\lambda }}_{p},{\hat {\lambda }}_{x}]=[{\hat {p}},{\hat {\lambda }}_{x}]=[{\hat {\lambda }}_{p},{\hat {x}}]=0,} | (8) |
в которых скобками {\displaystyle [\cdot ,\cdot ]} обозначен коммутатор операторов. Соотношения (8) представляют собой классический аналог канонических коммутационных соотношений квантовой механики. Легко проверить, что выражение (5) получается из (8) при выборе
{\displaystyle {\hat {x}}=x}, {\displaystyle {\hat {p}}=p}, {\displaystyle {\hat {\lambda }}_{x}=-i{\frac {\partial }{\partial x}}}, {\displaystyle {\hat {\lambda }}_{p}=-i{\frac {\partial }{\partial p}}}. Однако, как и в квантовой механике, выбор специфической алгебраической формы данных операторов несущественен и определяется лишь соображениями удобства.
Аналогичным образом, любой физической величине {\displaystyle X(p,q)} ставится в соответствие эрмитов оператор классической наблюдаемой {\displaystyle {\hat {X}}=X({\hat {p}},{\hat {q}})}, получаемый путём подстановки операторов вместо соответствующих аргументов. Поучительно, что в отличие от квантовой механики, такая подстановка однозначна благодаря тому, что классические операторы {\displaystyle {\hat {x}}} и {\displaystyle {\hat {p}}} коммутируют. По этой же причине KvN-операторы всех физических величин коммутируют между собой.
Генератор движения (7) также представляет собой эрмитов оператор, а следовательно, временная динамика, описываемая уравнением (4) описывается некоторым унитарным преобразованием {\displaystyle U_{t}} классической волновой функции: {\displaystyle |\Psi (t)\rangle =U_{t}|\Psi (0)\rangle }, причём отображение {\displaystyle t\mapsto U_{t}} представляет собой однопараметрическую группу. В этом смысле уравнение (4) структурно полностью эквивалентно уравнению Шрёдингера. Именно это наблюдение, сделанное Купманом, и послужило стимулом для развития KvN-теории.
В наши дни возможность вышеизложенной абстрактной операторной формы записи уравнений классической динамики может показаться достаточно очевидной, однако в начале 1930-x годов эта идея была совершенно новой и революционной. Она открывала неожиданные перспективы прямого подключения квантовомеханического математического аппарата, в частности, теории представлений к анализу классических систем, чем и не преминул воспользоваться фон Нейман для доказательства своей эргодической теоремы. В качестве примеров более современных заимствований можно указать методы теории возмущений и функционального интегрирования, фейнмановскую диаграммную технику.

## Соотнесение с квантовой механикой
Несмотря на множество формальных сходств со Шрёдингеровской квантовой механикой, KvN-теория имеет с ней существенные различия. Прямая проверка показывает, что эволюция классической волновой функции (6) по закону (4) распадается на два независимых уравнения для фазы {\displaystyle \phi (t,p,q)} и предэкспоненциального множителя. Таким образом, фазовый множитель {\displaystyle \phi (t,p,q)} в KvN-теории выступает в качестве произвольного свободного параметра, который никак не влияет на динамику классических наблюдаемых. Этим классическая волновая функция качественно отличается от квантовой, где аналогичный фазовый множитель несёт важную информацию о квантовой когерентности, которая и является источником всех специфически квантовых эффектов. По той же причине неселективное измерение не приводит к изменению классической волновой функции.
| {\displaystyle \Psi (t,p,q)} | {\displaystyle P(t,p,q)} |
| Подробности Видеофайлы иллюстрируют, соответственно, классическую и квантовую динамику распределения частиц единичной массы в потенциале Морзе: {\displaystyle U(x)=20(1-e^{-0{,}16x})^{2}} для идентичных начальных условий: {\displaystyle P(0,p,q)=\Psi (0,p,q)}. Чёрные точки изображают перемещения классических частиц в соответствии с законами ньютоновской динамики. Чёрные линии являются уровнями одинаковой полной (кинетическая + потенциальная) энергии частиц. |                          |

Еще одним фундаментальным отличием KvN-механики является обособленное место генератора движения (7) — классического лиувиллиана. Оператор (7) — единственный оператор теории, не соответствующий никакой физической величине и не коммутирующий с операторами физических величин (которые, напомним, все коммутируют между собой вследствие соотношений (8)). По этой причине в KvN-теории для введения генератора движения требуется расширение алгебры операторов физических величин введением специальных вспомогательных «дифференциальных» операторов {\displaystyle \lambda _{x}} and {\displaystyle \lambda _{p}}. Квантовомеханический случай значительно проще. Квантовый гамильтониан, представляющий генератор движения в уравнении Шрёдингера, одновременно является квантовомеханическим оператором энергии системы и при необходимости может быть выражен через операторы других наблюдаемых, то есть его не нужно искусственно вводить в алгебру квантовых операторов извне. Как знать, не в этом ли различии скрывается фундаментальная философская причина, побудившая Природу «предпочесть» квантовую механику?
Интересным и не до конца изученным остается вопрос, является ли модель Купмана — фон Неймана классическим пределом какого-либо квантового представления. Ответ, причём достаточно неожиданный, имеется только для случая, когда квантовым «контрагентом» классической волновой функции является чистое квантовое состояние. Можно показать, что правильный KvN-генератор движения в форме (7) получается как классический предел {\displaystyle \hbar \to 0} в соответствующем генераторе движения для функции Вигнера {\displaystyle P(p,q)}. Пикантность ситуации заключается в том, что функция Вигнера и соответствующий ей генератор движения определены не в гильбертовом, а классическом фазовом пространстве, воплощая идею перевода описания квантовомеханических процессов на язык классической механики, по сути диаметрально противоположную концепции KvN-теории. Укрощения борьбы противоположностей можно добиться, введя в классическом фазовом пространстве скалярное произведение в форме (1) и постулировав взамен стандартной формулы для вычисления средних
| {\displaystyle \langle X\rangle =\int \limits _{p}\int \limits _{q}X(p,q)P(p,q)\,dq\,dp} | (9) |
правило (3) (с подстановкой функции {\displaystyle P(p,q)} вместо {\displaystyle \Psi (p,q)}). Доказано, что такое модифицированное представление Вигнера физически корректно для чистых квантовых состояний (т. е. результаты вычисления по формулам (3) и (9) совпадают) и переходит в уравнения механики Купмана — фон Неймана в классическом пределе {\displaystyle \hbar \to 0}. Замечательно, что при этом радикальным образом снимается проблема отрицательности «функции квазивероятностного распределения Вигнера», поскольку в новой интерпретации вероятностное распределение не совпадает с функцией {\displaystyle P(p,q)}, а вычисляется по формуле (2) и всегда положительно. Однако, существенной слабой стороной изложенной схемы является невозможность её распространения на случай смешанных квантовых состояний.

## Значение
За годы своего существования теория Купмана — фон Неймана, в отличие от достаточно широко используемого представления Вигнера, не сумела найти прямого практического применения, и поэтому её упоминание в научной литературе в основном можно встретить на страницах изданий, предназначенных для узкого круга специалистов по математической физике. По причине сравнительно низкой известности теории её историческое значение и методологический потенциал остаются малоисследованными.
В современных работах KvN-теория иногда применяется в качестве конструктивного инструмента, например, для развития фейнмановской диаграммной техники в классической теории возмущений. Однако основная её ниша в современной науке заключается в реинтерпретации результатов, полученных другими методами с целью прояснения их физического смысла, обобщения и систематизации. Главным образом, это относится к квазиклассическим случаям, для которых теория является удобным дополнительным инструментом изучения соответствия между классическим и квантовым пределами.